# Томесоде

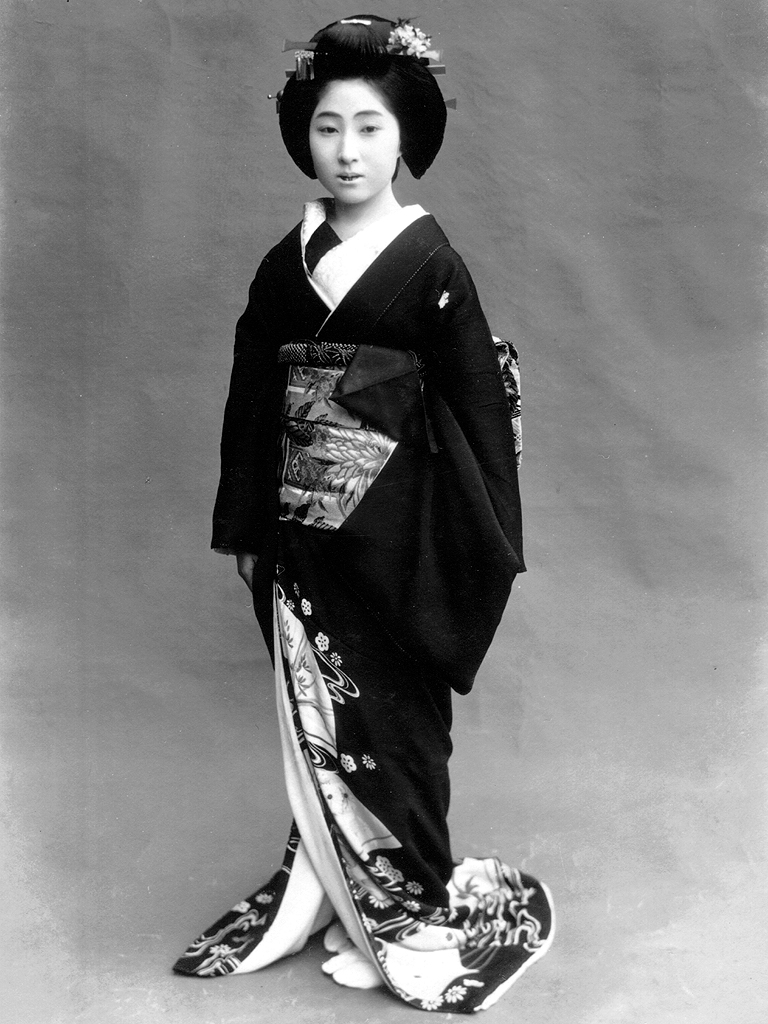
Гейша в куротомесоде, Міяко одорі

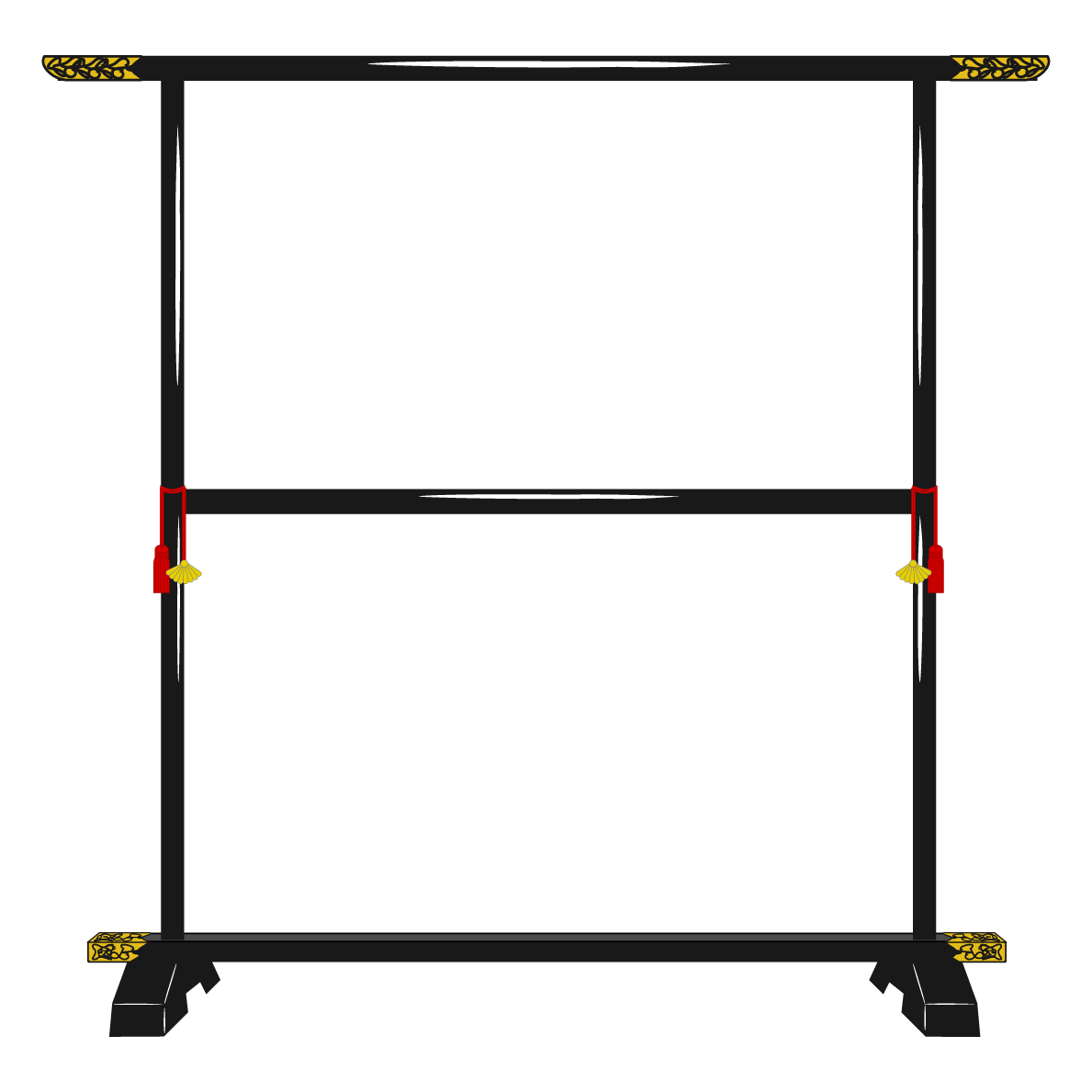

Томесоде (яп. 留袖, закріплений рукав) — тип кімоно для одружених жінок. Відрізняється від фурісоде укороченим рукавом, рисунок іде лише подолом нижче обі, не зачіпаючи рукава; на томесоде обов'язково мусять бути присутні герби.

## Різновиди

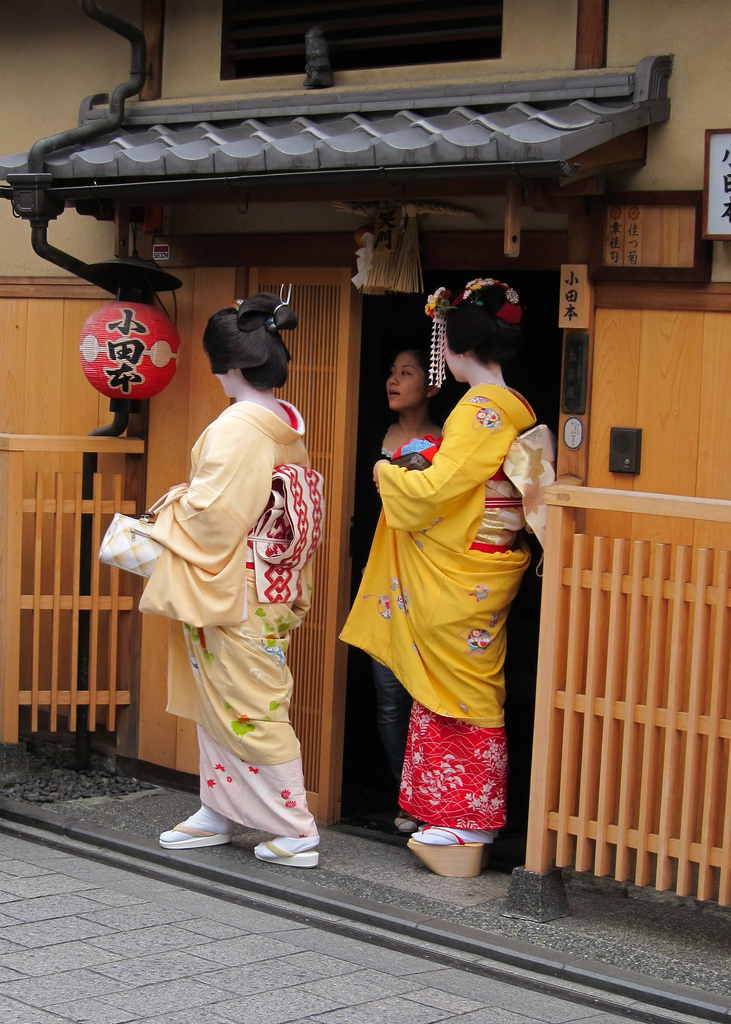
Гейша в персиковому іротомесоде, майко і сікомі

Є два основні різновиди томесоде: